# Siziano
Siziano ist eine italienische Gemeinde mit 6674 Einwohnern (Stand 31. Dezember 2023) in der Provinz Pavia in der Region Lombardei, etwa 15 km südlich von Mailand und 15 km nördlich von Pavia gelegen.
Die Nachbargemeinden von Siziano sind Bornasco, Carpiano (MI), Lacchiarella (MI), Landriano, Locate di Triulzi (MI), Pieve Emanuele (MI) und Vidigulfo.

## Sendeanlage
In Siziano gab es eine große Sendeanlage, die zuletzt das Radioprogramm RAI 1 auf 900 kHz mit 50 kW und Radio Zai.net auf 693 kHz mit 2 kW ausstrahlte. Die beiden verwendeten Masten waren 145 und 148 Meter hoch. Die Masten wurden am 25. Mai 2023 gesprengt.

## Ortsteile
Im Gemeindegebiet liegen neben dem Hauptort die Fraktion Gnignano, sowie die Wohnplätze Bonate, Campomorto, Casatico und Cascinetta.